# Бока-Чика (місто)
Бока-Чика (ісп. Boca Chica) — місто в Домініканській Республіці, що розташоване в провінції Санто-Домінго.

## Розташування
Муніципалітет Бока-Чика межує на заході з муніципалітетом Санто-Домінго-Есте, на півночі — з муніципалітетом Сан-Антоніо-де-Герра, на північному сході і сході — з провінцією Сан-Педро-де-Макоріс, а на півдні омивається водами Карибського моря. До складу муніципалітету також входить муніципальний район Ла-Калета.

## Історія
Громада Бока-Чика була заснована в 1779 році під назвою Сан-Хосе-де-лос-Льянос. У 1920-ті роки за участі тимчасового президента Хуана Баутісти Вісіні Бургоса місто зазнало першого розвитку як провінційний центр цукрової промисловості. У 1926 році була побудована дорога, що зв'язала Бока-Чику з Санто-Домінго. У листопаді 1932 року за розпорядженням президента Рафаеля Трухільйо Бока-Чика була відокремлена від провінції Сан-Педро-де-Макоріс та її муніципалітету Сан-Хосе-де-лос-Льянос і приєднана до Національного округу. У 2001 році Бока-Чика отримала статус муніципалітету.